# تكون المشيماء
تكوين المشيماء أو تكوين قشرة البيضة في علم الأحياء النمائي، يشير مصطلح تَكَوّن المَشيماء(choriogenesis) إلى عملية تَكَوّن المَشيماء(chorion)، حيث إنها الغشاء الخارجي للمشيمَة التي تُشكَّل بالنتيجة الزُغابَة المشيمائية(chorionic villi) التي تسمح بنقل الدَّم والعناصر الغذائية من الأُم للجنين.

## تأثيرها على التوائم المتماثلة
إن التوأمان المُتماثِلان يتَّسِم الجينوم(genome) لديهما بكونه مُتطَابِق عند الأثر المباشر للتوأمة. فثُلثي التوائم المُتشابهة يتشاركون نفس المشيمة التي تنشأ عن طريق حدوث الانقسام قبل اليوم الرابع من النمو؛ بينما يُنتج الثُلُث الآخر من مشيمات مُنفصلة حيث إن الانقسام يحدث بعد اليوم الرابع من تَكَوّن المشيماء.
تختلف المشيمات باختلاف العناصر الغذائية والهرمونات المنقولة، وهذا الاختلاف قد يؤثر على الوراثة اللاجينية (epigenesis). فعلى سبيل المثال، تؤثر الحالة المشيمية على ظاهرة تعطيل الكروموسوم إكس (X chromosome inactivation). وهناك بعض الأدلة على إنها تؤثر على اختلاف نتائج اختبار الذكاء(IQ) بين التوائم المُتماثِلة، وهذا يعني، أنَّ توأما المشيمة الواحدة المُتماثلان (monochorionic identical twins) يُظهران تفاوتًا في اختبار الذكاء فيما بينهما أقل من توأمي ثنائي المشيماء (dichorionic identical twins). كما أن هناك بعض الأدلة الواهية التي تُثبت أنَّ التوائم المُتماثلة اللاتي تتشاركان نفس المشيمة تكون مُعدلات إصابتها بمرض الفِصام (schizophrenia) أعلى من التوائم المتماثلة التي نشأت من مشيمات منفصلة. المُشاركة في نفس المشيمة تُساعد على زيادة مخاطر الإصابة بالالتهابات، وقد أظهرت الأبحاث أنَّ حدوث الالتهاب أثناء الحمل يُعتبر عنصرًا للمُخاطرة بالإصابة بالفِصام. إنَّ الإصابة المُتساوية تُعد دليلاً على الاختلاف المُتزايد في الإظهار الجينومي بين التوائم المُتماثلة حيث أنها تعني ضمنيًا التَوَسط البيئي من جديد.

## وصلات خارجية
- Irles P, Bellés X, Piulachs MD (2009). "Identifying genes related to choriogenesis in insect panoistic ovaries by Suppression Subtractive Hybridization". BMC Genomics. ج. 10: 206. DOI:10.1186/1471-2164-10-206. PMC:2683872. PMID:19405973.{{استشهاد بدورية محكمة}}:  صيانة الاستشهاد: أسماء متعددة: قائمة المؤلفين (link) صيانة الاستشهاد: دوي مجاني غير معلم (link)
- Leclerc RF, Regier JC (نوفمبر 1993). "Choriogenesis in the Lepidoptera: morphogenesis, protein synthesis, specific mRNA accumulation, and primary structure of a chorion cDNA from the gypsy moth". Developmental Biology. ج. 160 ع. 1: 28–38. DOI:10.1006/dbio.1993.1283. PMID:8224544.
- Bellés X, Cassier P, Cerdá X؛ وآخرون (أبريل 1993). "Induction of choriogenesis by 20-hydroxyecdysone in the German cockroach". Tissue & Cell. ج. 25 ع. 2: 195–204. DOI:10.1016/0040-8166(93)90019-H. PMID:18621230. {{استشهاد بدورية محكمة}}: Explicit use of et al. in: |مؤلف= (مساعدة)صيانة الاستشهاد: أسماء متعددة: قائمة المؤلفين (link)
- Martínez-Cruzado JC, Swimmer C, Fenerjian MG, Kafatos FC (يوليو 1988). "Evolution of the Autosomal Chorion Locus in Drosophila. I. General Organization of the Locus and Sequence Comparisons of Genes S15 and S19 in Evolutionarily Distant Species". Genetics. ج. 119 ع. 3: 663–77. PMC:1203451. PMID:3136055. مؤرشف من الأصل في 2019-12-15.{{استشهاد بدورية محكمة}}:  صيانة الاستشهاد: أسماء متعددة: قائمة المؤلفين (link)